# José Vicente Salinas
José Vicente "Potrerillo" Salinas (5 de abril de 1904 - 13 de febrero de 1975) fue un velocista chileno. Compitió en los 400 metros masculinos en los Juegos Olímpicos de verano de 1928.
En abril de 1935 consiguió el 9.° Campeonato Sudamericano de Atletismo venciendo al argentino Anderson.